# Mid-century modern

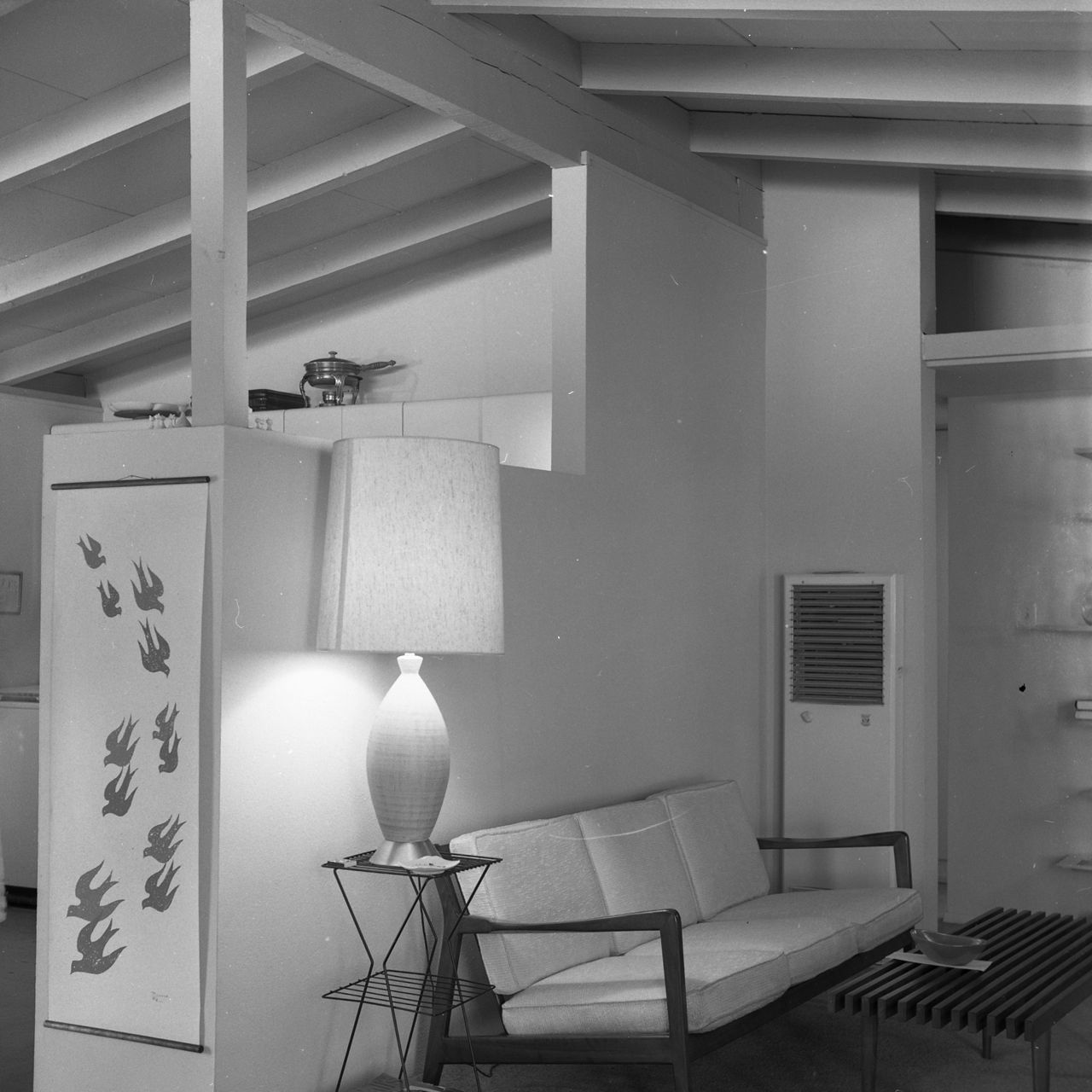
Interior de una vivienda mid-century modern en Los Ángeles, California, 1960

Mid-century modern fue un movimiento artístico aplicado a la arquitectura, el interiorismo, el diseño industrial y el diseño gráfico. Tuvo su auge tras la Segunda Guerra Mundial, aproximadamente entre los años 1945 y 1969, en los Estados Unidos, a pesar de que tiene sus raíces en Europa, concretamente en la escuela de la Bauhaus.
El término fue utilizado por primera vez en 1984 por la autora Cara Greenberg en su libro Mid-Century Modern: Furniture of the 1950s. Se caracteriza por sus líneas limpias, formas simples y colores alegres.

## Arquitectura

### Mid-century modern en Estados Unidos
La ciudad californiana de Palm Springs se destaca por sus numerosas muestras de arquitectura al estilo Mid-century modern.
Algunos arquitectos estadounidenses conocidos por desarrollar este estilo y algunos de sus proyectos son:
- Welton Becket: Bullock's Palm Springs (en conjunto con Wurdeman) (1947) (demolida, 1996)[7]
- John Porter Clark: Biblioteca Welwood Murray (1937); Clark Residence (1939) (en el campo de golf El Minador); Palm Springs Women's Club (1939)
- William Cody: residencia de Stanley Goldberg;[8] Motel Del Marcos (1947); Hotel L'Horizon, para Jack Wrather y Bonita Granville (1952); remodelación del Thunderbird Country Club (alrededor de 1953) (Rancho Mirage); Tamarisk Country Club (1953) (Rancho Mirage) (ahora remodelado); restaurante Huddle Springs (1957); St. Theresa Parish Church (1968); Biblioteca Palm Springs (1975)
- Craig Ellwood: Casa Max Palevsky (1970)
- Albert Frey: Ayuntamiento de Palm Springs (en conjunto con Clark y Chambers) (1952–57); Estación de Bomberos #1 de Palm Springs (1955); Tramway Gas Station (1963); Hotel Movie Colony; Edificio Kocher-Samson  (1934) (en conjunto con A. Lawrence Kocher); Casa Raymond Loewy (1946); Resort Villa Hermosa (1946); Casa Frey I (1953); Casa Frey II (1963); casa Carey-Pirozzi (1956); Christian Scientist Church (1957); Alpha Beta Shopping Center (1960) (demolido)
- Victor Gruen: City National Bank (ahora Bank of America) (1959)[9] (diseñado como un homenaje a la Chapelle Notre Dame du Haut en Ronchamp, por Le Corbusier)
- A. Quincy Jones: Palm Springs Tennis Club (en conjunto con Paul R. Williams) (1946); Town & Country Center (con Paul R. Williams) (1947–50); Casa J.J. Robinson (en conjunto con Frederick E. Emmons) (1957); Casa del Embajador Walter H. Annenberg y su esposa (con Frederick E. Emmons) (1963); Country Club Estates Condominiums (1965)
- William Krisel:[10] Ocotillo Lodge (1957); House of Tomorrow (1962)
- John Lautner: Motel Desert Hot Springs (1947); Casa Arthur Elrod (1968) (su interior se usó en la filmación de la película de James Bond Diamonds Are Forever); Residencia Hope (1973)
- John Black Lee: Especializado en el sector residencial. Casa Lee 1 (1952), Casa Lee 2 (1956) por la cual ganó el premio al mérito de la Instituto Estadounidense de Arquitectos, Casa Day (1965), Casa System (1961), Casa Rogers (1957), Ravello (1960)
- Gene Leedy: La Escuela de Arquitectura de Sarasota, a veces llamada Sarasota Modern, es un estilo regional de arquitectura de posguerra que nació en la parte central de la costa oeste del estado de Florida.
- Frederick Monhoff: Resort Palm Springs Biltmore (1948) (demolido, 2003)[7]
- Richard Neutra (Medalla de oro del AIA póstuma): casa Grace Lewis Miller (1937) (incluye su estudio de terapia para la postura Mensendlieck);[11] Kaufmann Desert House (1946);[12] Casa Samuel y Luella Maslon, Tamarisk Country Club, Rancho Mirage (1962) (demolido 2003)[7]
- William Pereira: Tienda Robinson's de Palm Springs (1953)
- William Gray Purcell (con su aprendiz Van Evera Bailey): Casa Purcell (1933) (estilo moderno cubista)
- Donald Wexler: Steel Developmental Houses,[13] Sunny View Drive (1961). Alexander Homes, un desarrollador inmobiliario, popularizó este estilo arquitectónico de "pilares y vigas" en el valle de Coachella. Las casas de Alexander y otras similares se caracterizan por tener techos con poca inclinación, aleros anchos, cielos con vigas a la vista y ventanas de piso a techo.[14]: 66–75
- E. Stewart Williams: Twin Palms, que fue la casa de Frank Sinatra (1946) (con una piscina en forma de piano); edificio comercial Oasis (con interiores diseñados por Paul R. Williams) (1952); casa de William and Marjorie Edris (1954); casa de Mari and Steward Williams (1956); edificio Santa Fe Federal Savings (1958); Coachella Valley Savings & Loan (ahora Washington Mutual) (1960); Palm Springs Desert Museum (1976)
- Paul R. Williams: Palm Springs Tennis Club (en conjunto con Jones) (1946)
- Frank Lloyd Wright Jr.: Hotel Oasis (1923)
- Walter Wurdeman: Bullock's Palm Springs (en conjunto con Welton Becket) (1947) (demolido en 1996)[7]

Ejemplos de arquitectura al estilo "motel de Palm Springs" incluyen Ballantines Movie Colony (1952) – una parte es el Hotel San Jacinto de Albert Frey de 1953 – Coral Sands Inn (1952) y Orbit Inn (1957). Se han llevado a cabo proyectos de restauración para devolver muchas de estas residencias y comercios a su condición original.
En Newberry Springs, una localidad cercana a Palm Springs, Harold James Bissner Jr diseñó la casa circular estilo "era espacial" llamada Volcano House (1968-1969).

### Mid-century modern en Brasil
Brasil es el único país en el mundo donde una ciudad entera, en este caso la capital, Brasilia, fue construida enteramente en el estilo mid-century modern. La ciudad se inauguró en 1961, y es la tercera ciudad más poblada del país, sólo después de São Paulo y Río de Janeiro. Además de los memorables edificios diseñados por el arquitecto Oscar Niemeyer, también existen obras de Athos Bulcão, Marianne Peretti, João Filgueiras Lima y paisajismo por Burle Marx.
Algunos arquitectos que trabajaron con este estilo y algunas de sus obras son:
- Lúcio Costa: entre sus mayores logros está el Edificio Gustavo Capanema en Río de Janeiro y el famoso Estadio de Pacaembu en São Paulo.
- João Batista Vilanova Artigas: entre sus mayores logros está la Facultad de Arquitectura y Urbanismo de la Universidad de São Paulo y el Estadio de Morumbi, ambos en São Paulo.
- Oscar Niemeyer: entre sus mayores logros está el Congreso Nacional de Brasil, Palacio de la Alvorada, Catedral de Brasilia, Corte Suprema de Brasil, Palacio de Planalto, Palacio Itamaraty, Teatro Nacional Cláudio Santoro, Corte Superior de Justicia de Brasil, todos en Brasilia. Parque do Ibirapuera en São Paulo. Museo de Arte Contemporáneo de Niterói, Edificio Manchete, Casa das Canoas, en Río de Janeiro. Museo Oscar Niemeyer en Curitiba.
- Lina Bo Bardi: entre sus mayores logros está el Museo de Arte de São Paulo y la Casa de Vidro, ambos en São Paulo.
- Paulo Mendes da Rocha: entre sus mayores logros se incluye la Pinacoteca del Estado de São Paulo en São Paulo.

## Ejemplos

### Arquitectura

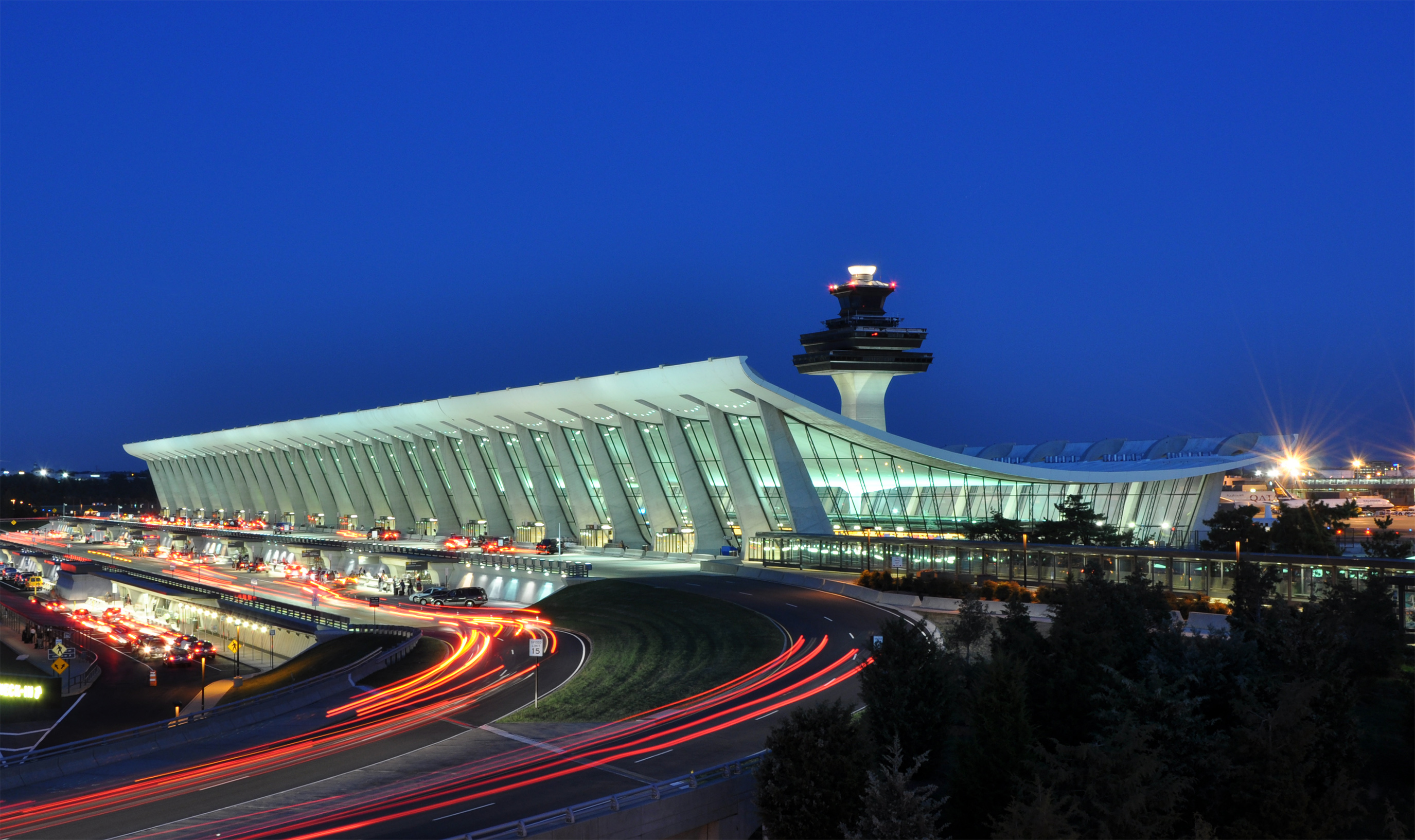
Eero Saarinen, Terminal Principal del Aeropuerto Internacional de Washington-Dulles, 1962
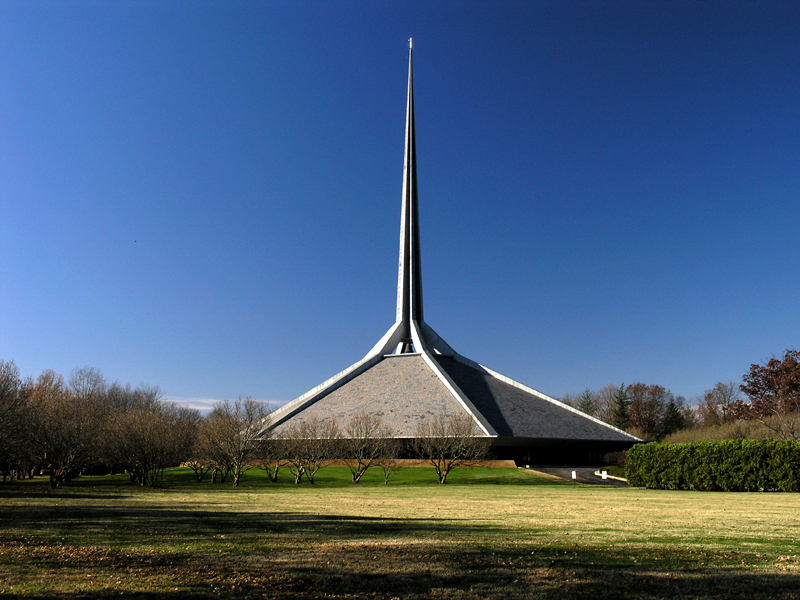
Eero Saarinen, North Christian Church, Indiana, 1964
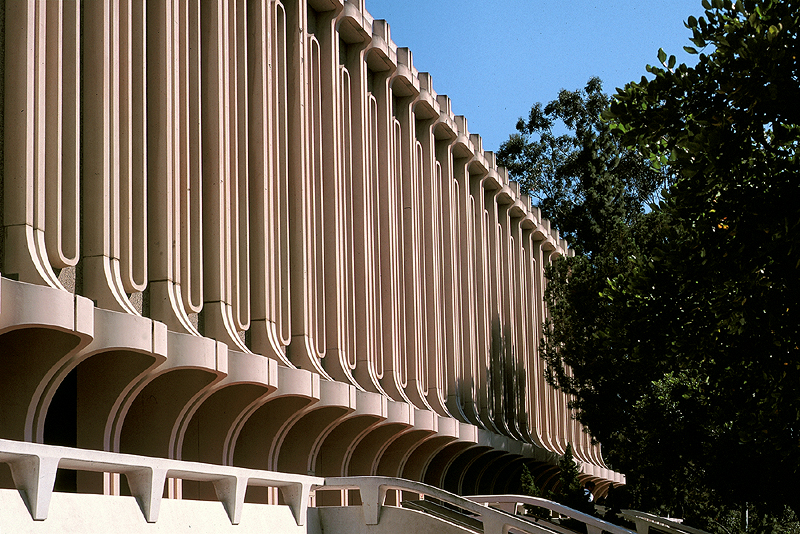
William Pereira, Biblioteca UCI Langson, California, 1965
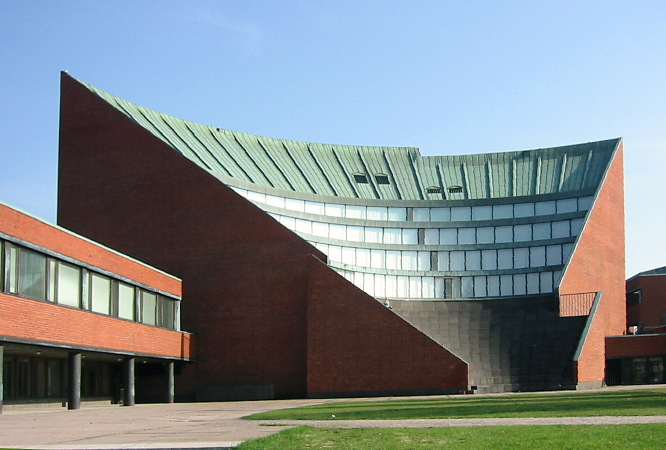
Alvar Aalto, Universidad Politécnica de Helsinki, 1949−74
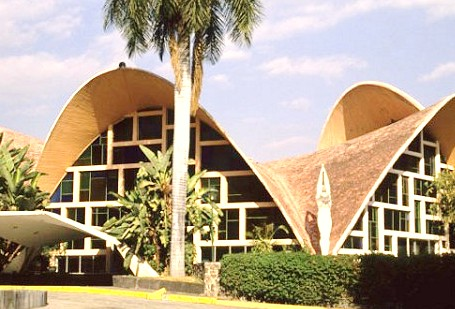
Félix Candela, Hotel Casino de la Selva, diseñado en la década de 1930

### Mobiliario

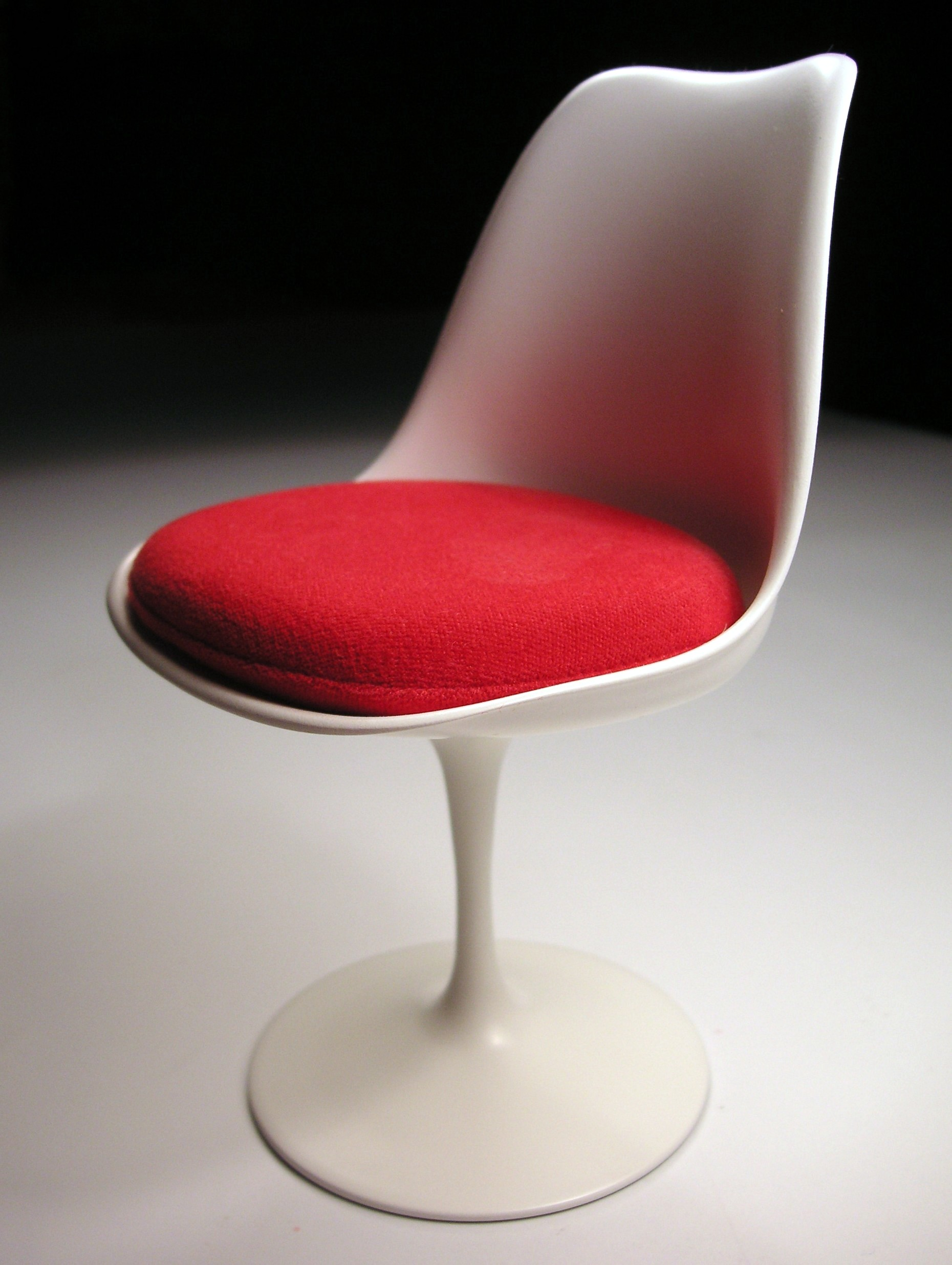
Eero Saarinen, Tulip Chair
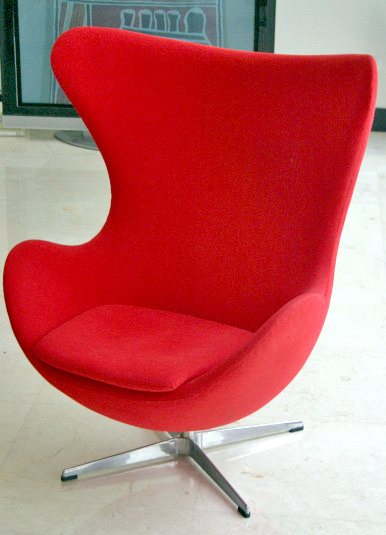
Arne Jacobsen, Egg Chair
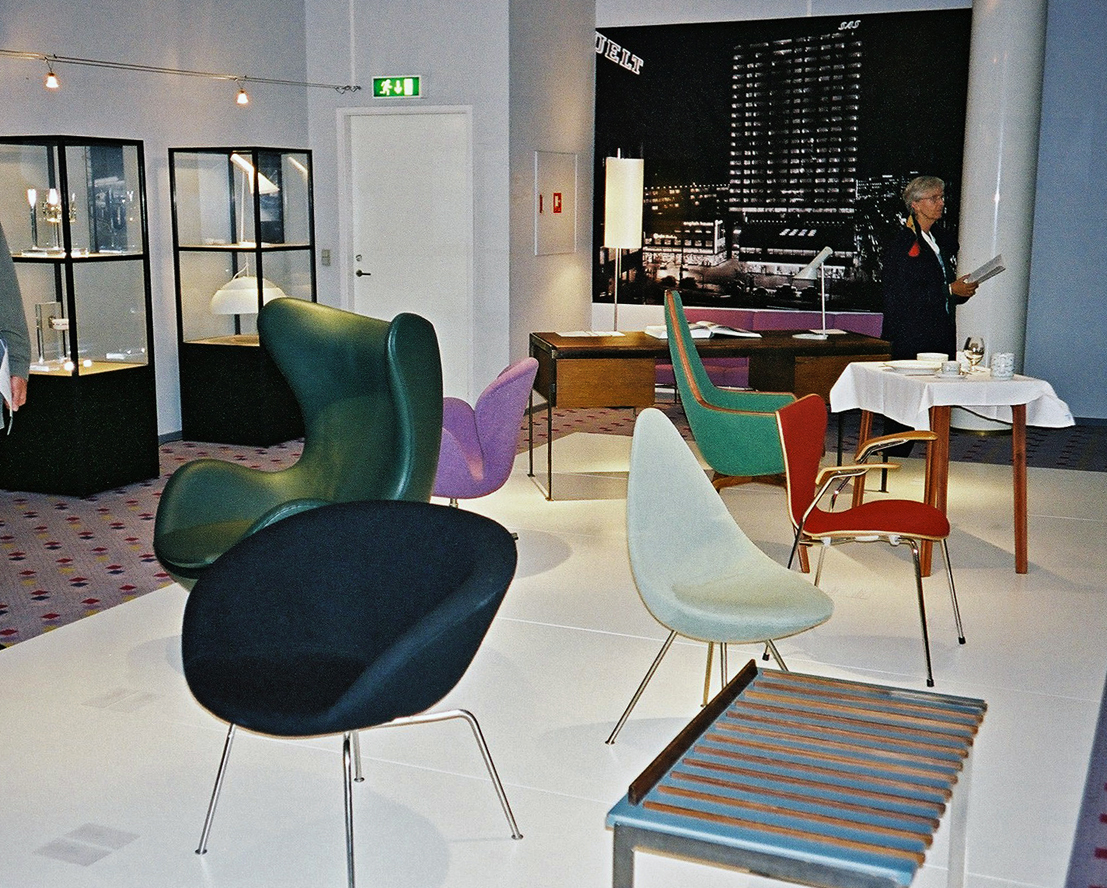
Sillas diseñadas por Arne Jacobsen
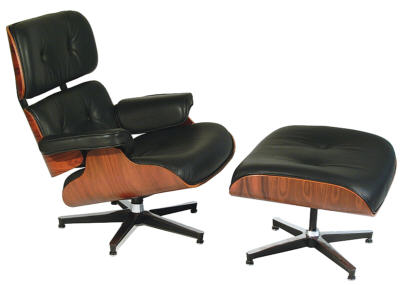
Charles y Ray Eames, Sillón Eames Lounge
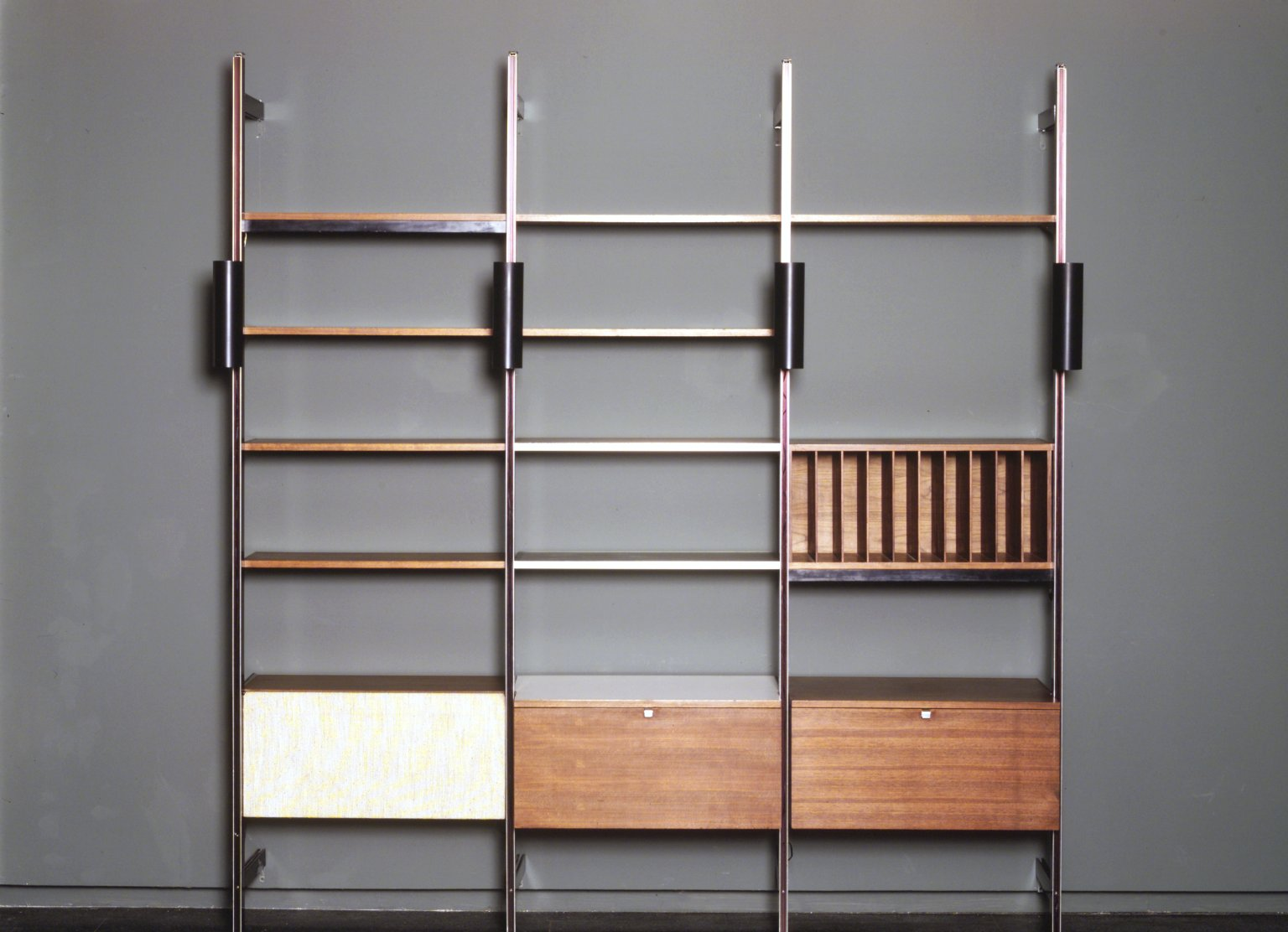
George Nelson, Comprehensive Storage Unit